# Lý Tiết Hạnh
Lý Tiết Hạnh (sinh ngày 30 tháng 10 năm 1972) là một nữ chính trị gia người Việt Nam. Bà hiện là đại biểu quốc hội Việt Nam khóa XIV nhiệm kì 2016-2021, thuộc đoàn đại biểu quốc hội tỉnh Bình Định, Phó trưởng đoàn chuyên trách Đoàn Đại biểu Quốc hội tỉnh Bình Định, Ủy viên Ủy ban Đối ngoại của Quốc hội. Bà lần đầu trúng cử đại biểu Quốc hội năm 2016 ở đơn vị bầu cử số 2, tỉnh Bình Định gồm các huyện An Nhơn, Phù Cát, Phù Mỹ.

## Xuất thân
Lý Tiết Hạnh sinh ngày 30 tháng 10 năm 1972 quê quán ở xã Phước Lộc, huyện Tuy Phước, tỉnh Bình Định. 
Bà hiện cư trú ở số nhà 53 đường Nguyễn Thi, tổ 56b, khu vực 10, phường Hải Cảng, thành phố Quy Nhơn, tỉnh Bình Định.

## Giáo dục
- Giáo dục phổ thông: 12/12
- Đại học Sư phạm chuyên ngành Ngữ văn
- Thạc sĩ Quản lý giáo dục
- Cao cấp lí luận chính trị

## Sự nghiệp
Bà gia nhập Đảng Cộng sản Việt Nam vào ngày 3/4/1999.
Khi lần đầu ứng cử đại biểu Quốc hội Việt Nam khóa 14 vào tháng 5 năm 2016 bà đang là Tỉnh ủy viên, Bí thư Chi bộ cơ quan, Phó Chủ tịch Thường trực Hội Liên hiệp Phụ nữ tỉnh Bình Định, làm việc ở Hội Liên hiệp Phụ nữ tỉnh Bình Định.
Bà đã trúng cử đại biểu Quốc hội năm 2016 ở đơn vị bầu cử số 2, tỉnh Bình Định gồm các huyện An Nhơn, Phù Cát, Phù Mỹ, được 273.459 phiếu, đạt tỷ lệ 65,61% số phiếu hợp lệ.
Bà hiện là Tỉnh ủy viên, Phó trưởng đoàn chuyên trách Đoàn Đại biểu Quốc hội tỉnh Bình Định, Ủy viên Ủy ban Đối ngoại của Quốc hội (Đại biểu chuyên trách: Địa phương).
Bà đang làm việc ở Văn phòng Đoàn Đại biểu Quốc hội tỉnh Bình Định.